# Kip Keino Classic 2020
Das 1. Kip Keino Classic war eine Leichtathletik-Veranstaltung, die am 3. Oktober 2020 im Nyayo National Stadium in der kenianischen Hauptstadt Nairobi stattfand. Die Veranstaltung war Teil der World Athletics Continental Tour und zählte zu den Gold-Meetings, der höchsten Kategorie dieser Leichtathletik-Serie und war die einzige Station auf afrikanischem Boden auf der Tour 2020.

## Resultate

### Männer

#### 200 m
| Platz | Athlet                | Land | Zeit (s) |
| ----- | --------------------- | ---- | -------- |
| 1     | Sinesipho Dambile     | RSA  | 20,44    |
| 2     | Arthur Cissé          | CIV  | 20,53    |
| 3     | Tazana Kamanga-Dyrbak | DEN  | 20,61    |
| 4     | Jerry Jakpa           | NGR  | 20,71    |
| 5     | Mike Mokamba          | KEN  | 21,07    |
| 6     | Peter Mwai Ndichu     | KEN  | 21,14    |
| 7     | Dan Kiviasi           | KEN  | 21,29    |
| 8     | Usheoritse Itsekiri   | NGR  | 21,59    |

Wind: +1,2 m/s

#### 400 m
| Platz | Athlet                 | Land | Zeit (s) |
| ----- | ---------------------- | ---- | -------- |
| 1     | Jared Momanyi          | KEN  | 46,12    |
| 2     | Ifeanyi Emmanuel Ojeli | NGR  | 46,49    |
| 3     | William Rayian         | KEN  | 46,66    |
| 4     | Emmanuel Mutai         | KEN  | 46,70    |
| 5     | Ivan Danny Geldenhuys  | NAM  | 46,85    |
| 6     | Alphas Kishoyian       | KEN  | 47,12    |
| 7     | Joseph Loshangar       | KEN  | 48,12    |
| 8     | Collins Omae Gichana   | KEN  | 48,49    |

#### 800 m
| Platz | Athlet                    | Land | Zeit (min) |
| ----- | ------------------------- | ---- | ---------- |
| 1     | Ferguson Cheruiyot Rotich | KEN  | 1:44,78    |
| 2     | Joseph Deng               | AUS  | 1:45,21    |
| 3     | Wycliffe Kinyamal         | KEN  | 1:45,52    |
| 4     | Cornelius Tuwei           | KEN  | 1:45,68    |
| 5     | Collins Kipruto           | KEN  | 1:45,71    |
| 6     | James Chiengjiek          | ART  | 1:46,47    |
| 7     | Evans Kipchumba           | KEN  | DNF        |

#### 1500 m
| Platz | Athlet               | Land | Zeit (min) |
| ----- | -------------------- | ---- | ---------- |
| 1     | Timothy Cheruiyot    | KEN  | 3:34,31    |
| 2     | Kumari Taki          | KEN  | 3:35,00    |
| 3     | Abel Kipsang         | KEN  | 3:35,43    |
| 4     | Vincent Kibet Keter  | KEN  | 3:37,59    |
| 5     | Boaz Kiprugut        | KEN  | 3:37,71    |
| 6     | Youssouf Hiss Bachir | DJI  | 3:42,22    |
| 7     | Abraham Rotich       | BHR  | 3:44,14    |
| 8     | Silas Kiplagat       | KEN  | 3:45,25    |
| 9     | Seán Tobin           | IRL  | 3:49,92    |
| 10    | Awaleh Abdifatah     | DJI  | 3:59,63    |
| 11    | Yach Majok Koon Wol  | SSD  | 4:00,01    |

#### 5000 m
| Platz | Athlet           | Land | Zeit (min) |
| ----- | ---------------- | ---- | ---------- |
| 1     | Nicholas Kimeli  | KEN  | 13:08,32   |
| 2     | Berihu Aregawi   | ETH  | 13:08,91   |
| 3     | Jacob Krop       | KEN  | 13:11,88   |
| 4     | Samuel Kibet     | UGA  | 13:27,84   |
| 5     | Collins Koros    | KEN  | 13:39,62   |
| 6     | Daniel Ebenyo    | KEN  | 13:42,14   |
| 7     | Bravin Kiptoo    | KEN  | 13:51,04   |
| 8     | Newton Cheruiyot | KEN  | 13:55,60   |
| 9     | Michael Kibet    | KEN  | 13:55,69   |

#### 3000 m Hindernis
| Platz | Athlet                | Land | Zeit (min) |
| ----- | --------------------- | ---- | ---------- |
| 1     | Abraham Kibiwot       | KEN  | 8:17,60    |
| 2     | Leonard Kipkemoi Bett | KEN  | 8:17,63    |
| 3     | Geoffrey Kipkemboi    | KEN  | 8:30,92    |
| 4     | Lawrence Kipsang      | KEN  | 8:40,30    |
| 5     | Amos Serem            | KEN  | 8:42,02    |
| 6     | Boniface Abel Sikowo  | UGA  | 8:42,65    |
| 7     | Abrham Sime           | ETH  | 8:48,29    |
| 8     | Vincent Kipchumba     | KEN  | 8:49,36    |
| 9     | Benjamin Kigen        | KEN  | 8:55,28    |
| 10    | Hilal Yego            | TUR  | 9:22,57    |

#### Hammerwurf
| Platz | Athlet                | Land | Weite (m) |
| ----- | --------------------- | ---- | --------- |
| 1     | Marco Lingua          | ITA  | 70,20     |
| 2     | Özkan Baltacı         | TUR  | 69,34     |
| 3     | Petr Koucký           | CZE  | 60,93     |
| 4     | Dominic Ongidi Abunda | KEN  | 58,88     |
| 5     | Denis Sakawa          | KEN  | 52,20     |

#### Speerwurf
| Platz | Athlet             | Land | Weite (m) |
| ----- | ------------------ | ---- | --------- |
| 1     | Alex Kiprotich     | KEN  | 76,71     |
| 2     | Hubert Chmielak    | POL  | 75,47     |
| 3     | Timothy Herman     | BEL  | 75,18     |
| 4     | Lukas Moutarde     | FRA  | 69,42     |
| 5     | Duncan Kinyanjui   | KEN  | 69,28     |
| 6     | Methusellah Kiprop | KEN  | 67,50     |
| 7     | Dominik Sokola     | CZE  | 64,35     |

### Frauen

#### 200 m
| Platz | Athlet          | Land | Zeit (s) |
| ----- | --------------- | ---- | -------- |
| 1     | Kristal Awuah   | GBR  | 23,05    |
| 2     | Bassant Hemida  | EGY  | 23,13    |
| 3     | Rhoda Njobvu    | ZAM  | 23,18    |
| 4     | Joy Udo-Gabriel | NGR  | 24,22    |
| 5     | Leni Shida      | UGA  | 24,40    |
| 6     | Maximila Imali  | KEN  | 24,41    |
| 7     | Souliath Saka   | BEN  | 24,92    |
| 8     | Eunice Kadogo   | KEN  | 25,21    |

Wind: −0,7 m/s

#### 400 m
| Platz | Athlet                  | Land | Zeit (s) |
| ----- | ----------------------- | ---- | -------- |
| 1     | Beatrice Masilingi      | NAM  | 50,99 NR |
| 2     | Mary Moraa              | KEN  | 51,99    |
| 3     | Leni Shida              | UGA  | 52,77    |
| 4     | Hellen Syombua          | KEN  | 53,56    |
| 5     | Joan Cherono            | KEN  | 55,44    |
| 6     | Souliath Saka           | BEN  | 55,66    |
| 7     | Vanice Kerubo Nyagisera | KEN  | 57,77    |
| 8     | Veronica Mutua          | KEN  | 57,87    |

#### 800 m
| Platz | Athlet                | Land | Zeit (min) |
| ----- | --------------------- | ---- | ---------- |
| 1     | Nelly Jepkosgei       | BHR  | 2:02,07    |
| 2     | Eunice Jepkoech Sum   | KEN  | 2:03,73    |
| 3     | Eglay Nafuna Nalyanya | KEN  | 2:04,98    |
| 4     | Winnie Nanyondo       | UGA  | 2:05,74    |
| 5     | Noélie Yarigo         | BEN  | 2:06,15    |
| 6     | Emily Cherotich Tuei  | KEN  | 2:06,67    |
| 7     | Naomi Korir           | KEN  | 2:07,00    |
| 8     | Hirut Meshesha        | ETH  | 2:08,53    |

#### 1500 m
| Platz | Athlet                | Land | Zeit (min) |
| ----- | --------------------- | ---- | ---------- |
| 1     | Lemlem Hailu          | ETH  | 4:06,42    |
| 2     | Winny Chebet          | KEN  | 4:06,78    |
| 3     | Mercy Cherono         | KEN  | 4:06,79    |
| 4     | Edinah Jebitok        | KEN  | 4:07,24    |
| 5     | Josephine Kiplangat   | KEN  | 4:08,68    |
| 6     | Judith Jepngetich     | KEN  | 4:33,39    |
| 7     | Edna Chepkemoi        | KEN  | 4:35,17    |
| 8     | Grace Jackson Charles | TAN  | 4:35,26    |

#### 5000 m
| Platz | Athlet                     | Land | Zeit (min) |
| ----- | -------------------------- | ---- | ---------- |
| 1     | Hellen Obiri               | KEN  | 15:06,36   |
| 2     | Agnes Jebet Tirop          | KEN  | 15:06,71   |
| 3     | Margaret Chelimo Kipkemboi | KEN  | 15:11,11   |
| 4     | Tsigie Gebreselama         | ETH  | 15:13,38   |
| 5     | Joyce Tele                 | KEN  | 15:19,79   |
| 6     | Beatrice Chebet            | KEN  | 15:31,61   |
| 7     | Quailyne Jebiwott Kiprop   | KEN  | 15:42,32   |
| 8     | Gloriah Kite               | KEN  | 15:58,35   |
| 9     | Sarah Chelangat            | UGA  | 16:02,24   |
| 10    | Tigist Ketema              | ETH  | 16:10,98   |
| 11    | Sheila Chepkirui           | KEN  | 16:14,36   |
| 12    | Jackline Chepwogen Rotich  | KEN  | 16:17,29   |
| 13    | Agnes Jebet Ngetich        | KEN  | 17:03,91   |

#### 3000 m Hindernis
| Platz | Athlet               | Land | Zeit (min) |
| ----- | -------------------- | ---- | ---------- |
| 1     | Beatrice Chepkoech   | KEN  | 09:29,05   |
| 2     | Hyvin Kiyeng         | KEN  | 09:34,07   |
| 3     | Roseline Chepngetich | KEN  | 09:46,14   |
| 4     | Fancy Cherono        | KEN  | 09:51,02   |
| 5     | Winfred Mutile Yavi  | BHR  | 09:52,99   |
| 6     | Peruth Chemutai      | UGA  | 09:53,75   |
| 7     | Genevieve Gregson    | AUS  | 10:11,18   |
| 8     | Natalija Strebkowa   | UKR  | 10:20,84   |
| 9     | Mercy Chepkurui      | KEN  | 10:27,90   |
| 10    | Michelle Finn        | IRL  | 10:31,17   |

#### Hammerwurf
| Platz | Athletin              | Land | Weite (m) |
| ----- | --------------------- | ---- | --------- |
| 1     | Rosa Rodríguez        | VEN  | 69,55     |
| 2     | Vanessa Sterckendries | BEL  | 68,39     |
| 3     | Tracey Andersson      | SWE  | 65,74     |
| 4     | Nastassja Kalamojez   | BLR  | 63,27     |
| 5     | Walerija Iwanenko     | UKR  | 59,63     |
| 6     | Kateřina Chlupová     | CZE  | 51,96     |
| 7     | Nancy Kanini          | KEN  | 43,87     |
| 8     | Rebecca Kerubo        | KEN  | 43,26     |